# Inledande omgångar i Svenska cupen i fotboll 2016/2017
Inledande omgångar i Svenska cupen 2016/2017 inledes den 17 maj och som avslutas den 20 november 2016. 

## Inledande omgångar

### Omgång 1
| Första omgången – 64 deltagande klubblag | Första omgången – 64 deltagande klubblag | Första omgången – 64 deltagande klubblag |
| ---------------------------------------- | ---------------------------------------- | ---------------------------------------- |
| Lag 1                                    | Resultat                                 | Lag 2                                    |
| Sollentuna FF                            | 2–1                                      | Vasalunds IF                             |
| FC Rosengård                             | 2–4                                      | FC Höllviken                             |
| Onsala BK                                | 4–1                                      | Västra Frölunda                          |
| Huddinge IF                              | 00002–2 (e.f.) (2–4 str.)                | Enskede IK                               |
| Åby IF                                   | 0–5                                      | Nyköpings BIS                            |
| IS Halmia                                | 1–4                                      | Landskrona BoIS                          |
| Gnosjö IF                                | 4–2                                      | Assyriska Turabdin                       |
| Grebbestads IF                           | 3–1                                      | Qviding FIF                              |
| Procyon BK                               | 0–4                                      | Gamla Upsala                             |
| Kållered SK                              | 1–5                                      | Utsiktens BK                             |
| Dalhem IF                                | 1–3                                      | IF Brommapojkarna                        |
| Ytterhogdals IK                          | 7–1                                      | Team TG                                  |
| Enhörna IF                               | 2–3                                      | Västerås SK                              |
| IK Klockaretorpet                        | 0–1                                      | Smedby AIS                               |
| IFK Fjärås                               | 2–3                                      | Torslanda IK                             |
| Österlen FF                              | 0–2                                      | Kristianstad FC                          |
| IF Viken                                 | 3–2                                      | SK Sifhälla                              |
| IFK Tidaholm                             | 0–1                                      | Lidköpings FK                            |
| Vimmerby IF                              | 0–4                                      | Oskarshamns AIK                          |
| Härnösands FF                            | 0–4                                      | IFK Luleå                                |
| Ronneby BK                               | 1–2                                      | Växjö BK                                 |
| Kubikensborgs IF                         | 0–1                                      | Söderhamns FF                            |
| Arameiska-Syrianska                      | 00004–2 (e.f.)                           | Akropolis IF                             |
| Sandvikens IF                            | 3–0                                      | IK Brage                                 |
| Karlstad BK                              | 3–2                                      | BK Forward                               |
| Vänersborgs IF                           | 0–1                                      | Vänersborgs FK                           |
| IFK Falköping                            | 0–2                                      | IK Gauthiod                              |
| Myresjö/Vetlanda                         | 0–5                                      | Östers IF                                |
| Eskilsminne IF                           | 00001–2 (e.f.)                           | IFK Hässleholm                           |
| IFK Trelleborg                           | 00001–1 (e.f.) (6–7 str.)                | Torns IF                                 |
| IFK Hanninge                             | 00003–4 (e.f.)                           | BKV Norrtälje                            |
| Täby FK                                  | 3–2                                      | Boo FK                                   |

#### Matcher
Totalt deltar 64 lag i den första omgången och består av lag från division 1 eller lägre.
| 1           | 17 maj 2016 | Sollentuna FF                       | 2 – 1           | Vasalunds IF | Sollentunavallen                                       |                                                        |
| 20:00 UTC+2 | 20:00 UTC+2 | Ramsell 24′ (str.) Thorstensson 83′ | (1 – 0) Rapport | 81′ Jurkovic | Sollentuna Publik: 100 Domare: Richard Holöien (Årsta) | Sollentuna Publik: 100 Domare: Richard Holöien (Årsta) |
| 20:00 UTC+2 | 20:00 UTC+2 |                                     |                 |              | Sollentuna Publik: 100 Domare: Richard Holöien (Årsta) | Sollentuna Publik: 100 Domare: Richard Holöien (Årsta) |
| 20:00 UTC+2 | 20:00 UTC+2 |                                     |                 |              | Sollentuna Publik: 100 Domare: Richard Holöien (Årsta) | Sollentuna Publik: 100 Domare: Richard Holöien (Årsta) |

| 2           | 1 juni 2016 | FC Rosengård          | 2 – 4           | FC Höllviken                                                  | Rosengårds IP                                         |                                                       |
| 19:00 UTC+2 | 19:00 UTC+2 | Schön 61′ Ramadan 64′ | (0 – 2) Rapport | 8′ Sekiraca 34′ (sjm.) Dino Mesic 54′ Wihlborg 67′ A. Persson | Malmö Publik: 75 Domare: Jakob Magnetorp (Trelleborg) | Malmö Publik: 75 Domare: Jakob Magnetorp (Trelleborg) |
| 19:00 UTC+2 | 19:00 UTC+2 |                       |                 |                                                               | Malmö Publik: 75 Domare: Jakob Magnetorp (Trelleborg) | Malmö Publik: 75 Domare: Jakob Magnetorp (Trelleborg) |
| 19:00 UTC+2 | 19:00 UTC+2 |                       |                 |                                                               | Malmö Publik: 75 Domare: Jakob Magnetorp (Trelleborg) | Malmö Publik: 75 Domare: Jakob Magnetorp (Trelleborg) |

| 3           | 1 juni 2016 | Onsala BK                                      | 4 – 1           | Västra Frölunda | Rydets IP                                                |                                                          |
| 19:00 UTC+2 | 19:00 UTC+2 | V. Andersson 4′, 12′ Fogelblad 44′ Brandin 88′ | (3 – 1) Rapport | 29′ Ayoub       | Kungsbacka Publik: 45 Domare: Haris Memisevic (Göteborg) | Kungsbacka Publik: 45 Domare: Haris Memisevic (Göteborg) |
| 19:00 UTC+2 | 19:00 UTC+2 |                                                |                 |                 | Kungsbacka Publik: 45 Domare: Haris Memisevic (Göteborg) | Kungsbacka Publik: 45 Domare: Haris Memisevic (Göteborg) |
| 19:00 UTC+2 | 19:00 UTC+2 |                                                |                 |                 | Kungsbacka Publik: 45 Domare: Haris Memisevic (Göteborg) | Kungsbacka Publik: 45 Domare: Haris Memisevic (Göteborg) |

| 4           | 8 juni 2016 | Huddinge IF                            | 0000 2 – 2 (e.fl.)         | Enskede IK                                 | Källbrinks IP                                                         |                                                                       |
| 19:00 UTC+2 | 19:00 UTC+2 | Aziz 57′ Karadjordje Vasic 87′         | (0 – 0) Rapport            | 83′, 89′ Nobell                            | Huddinge Publik: 160 Domare: Mikael Devletyan Gudmundsson (Stockholm) | Huddinge Publik: 160 Domare: Mikael Devletyan Gudmundsson (Stockholm) |
| 19:00 UTC+2 | 19:00 UTC+2 |                                        |                            |                                            | Huddinge Publik: 160 Domare: Mikael Devletyan Gudmundsson (Stockholm) | Huddinge Publik: 160 Domare: Mikael Devletyan Gudmundsson (Stockholm) |
| 19:00 UTC+2 | 19:00 UTC+2 | Karadjordje Vasic Engqvist Micic Ålund | Straffsparksläggning 2 – 4 | Dahl Wilhelm Wiking Alriksson Ahmed Nobell | Huddinge Publik: 160 Domare: Mikael Devletyan Gudmundsson (Stockholm) | Huddinge Publik: 160 Domare: Mikael Devletyan Gudmundsson (Stockholm) |

| 5           | 8 juni 2016 | Åby IF | 0 – 5           | Nyköpings BIS                                | Åby IP                                                   |                                                          |
| 19:00 UTC+2 | 19:00 UTC+2 |        | (0 – 3) Rapport | 10′, 31′ Gall 38′, 66′ Hansebjer 90′ Sheriff | Norrköping Publik: 125 Domare: Josef Alacam (Norrköping) | Norrköping Publik: 125 Domare: Josef Alacam (Norrköping) |
| 19:00 UTC+2 | 19:00 UTC+2 |        |                 |                                              | Norrköping Publik: 125 Domare: Josef Alacam (Norrköping) | Norrköping Publik: 125 Domare: Josef Alacam (Norrköping) |
| 19:00 UTC+2 | 19:00 UTC+2 |        |                 |                                              | Norrköping Publik: 125 Domare: Josef Alacam (Norrköping) | Norrköping Publik: 125 Domare: Josef Alacam (Norrköping) |

| 6           | 14 juni 2016 | IS Halmia | 1 – 4           | Landskrona BoIS                      | Örjans vall                                            |                                                        |
| 19:00 UTC+2 | 19:00 UTC+2  | Sise 20′  | (1 – 4) Rapport | 9′, 22′ Pivkovski 25′ Tkacz 35′ Levi | Halmstad Publik: 145 Domare: Bartek Svaberg (Partille) | Halmstad Publik: 145 Domare: Bartek Svaberg (Partille) |
| 19:00 UTC+2 | 19:00 UTC+2  |           |                 |                                      | Halmstad Publik: 145 Domare: Bartek Svaberg (Partille) | Halmstad Publik: 145 Domare: Bartek Svaberg (Partille) |
| 19:00 UTC+2 | 19:00 UTC+2  |           |                 |                                      | Halmstad Publik: 145 Domare: Bartek Svaberg (Partille) | Halmstad Publik: 145 Domare: Bartek Svaberg (Partille) |

| 7           | 15 juni 2016 | Gnosjö IF                                                              | 4 – 2           | Assyriska Turabdin      | Töllshov                                       |                                                |
| 19:00 UTC+2 | 19:00 UTC+2  | Ferizi 31′ Abdulahi Hussein 58′ (sjm.) Sjerotanovic 72′ Björnell 90+5′ | (1 – 0) Rapport | 51′ Tegström 66′ Ismael | Gnosjö Publik: 81 Domare: Ajdin Mlivic (Växjö) | Gnosjö Publik: 81 Domare: Ajdin Mlivic (Växjö) |
| 19:00 UTC+2 | 19:00 UTC+2  |                                                                        |                 |                         | Gnosjö Publik: 81 Domare: Ajdin Mlivic (Växjö) | Gnosjö Publik: 81 Domare: Ajdin Mlivic (Växjö) |
| 19:00 UTC+2 | 19:00 UTC+2  |                                                                        |                 |                         | Gnosjö Publik: 81 Domare: Ajdin Mlivic (Växjö) | Gnosjö Publik: 81 Domare: Ajdin Mlivic (Växjö) |

| 8           | 15 juni 2016 | Grebbestads IF                         | 3 – 1           | Qviding FIF     | Siljevi                                                       |                                                               |
| 19:00 UTC+2 | 19:00 UTC+2  | Kristoffersson 31′ Henriksson 55′, 72′ | (1 – 0) Rapport | 90+1′ Örtendahl | Grebbestad Publik: 215 Domare: Adnan Busuladzic (Stenungsund) | Grebbestad Publik: 215 Domare: Adnan Busuladzic (Stenungsund) |
| 19:00 UTC+2 | 19:00 UTC+2  |                                        |                 |                 | Grebbestad Publik: 215 Domare: Adnan Busuladzic (Stenungsund) | Grebbestad Publik: 215 Domare: Adnan Busuladzic (Stenungsund) |
| 19:00 UTC+2 | 19:00 UTC+2  |                                        |                 |                 | Grebbestad Publik: 215 Domare: Adnan Busuladzic (Stenungsund) | Grebbestad Publik: 215 Domare: Adnan Busuladzic (Stenungsund) |

| 9           | 15 juni 2016 | Procyon BK | 0 – 4           | Gamla Upsala                                  | Stenhagens IP                                        |                                                      |
| 19:30 UTC+2 | 19:30 UTC+2  |            | (0 – 2) Rapport | 4′ Morger 14′ Yaldir 58′ (str.), 90′ Mellberg | Uppsala Publik: 155 Domare: Johan Thalin (Storvreta) | Uppsala Publik: 155 Domare: Johan Thalin (Storvreta) |
| 19:30 UTC+2 | 19:30 UTC+2  |            |                 |                                               | Uppsala Publik: 155 Domare: Johan Thalin (Storvreta) | Uppsala Publik: 155 Domare: Johan Thalin (Storvreta) |
| 19:30 UTC+2 | 19:30 UTC+2  |            |                 |                                               | Uppsala Publik: 155 Domare: Johan Thalin (Storvreta) | Uppsala Publik: 155 Domare: Johan Thalin (Storvreta) |

| 10          | 15 juni 2016 | Kållered SK | 1 – 5           | Utsiktens BK                                                                | Kållered Sportcenter                                    |                                                         |
| 19:30 UTC+2 | 19:30 UTC+2  | Broen 18′   | (1 – 4) Rapport | 8′ Jonasson Westermark 22′ (sjm.) Gunnarsson 38′ Rosén 44′ Mogren 74′ Hegab | Kållered Publik: 328 Domare: Marcus Lundgren (Göteborg) | Kållered Publik: 328 Domare: Marcus Lundgren (Göteborg) |
| 19:30 UTC+2 | 19:30 UTC+2  |             |                 |                                                                             | Kållered Publik: 328 Domare: Marcus Lundgren (Göteborg) | Kållered Publik: 328 Domare: Marcus Lundgren (Göteborg) |
| 19:30 UTC+2 | 19:30 UTC+2  |             |                 |                                                                             | Kållered Publik: 328 Domare: Marcus Lundgren (Göteborg) | Kållered Publik: 328 Domare: Marcus Lundgren (Göteborg) |

| 11          | 21 juni 2016 | Dalhem IF | 1 – 3           | IF Brommapojkarna                          | Dalhem IP                                        |                                                  |
| 19:00 UTC+2 | 19:00 UTC+2  | Öhman 65′ | (0 – 1) Rapport | 31′ Ortmark 73′ Gustafsson 85′ Reuterswärd | Dalhem Publik: 320 Domare: Adam Ladebäck (Visby) | Dalhem Publik: 320 Domare: Adam Ladebäck (Visby) |
| 19:00 UTC+2 | 19:00 UTC+2  |           |                 |                                            | Dalhem Publik: 320 Domare: Adam Ladebäck (Visby) | Dalhem Publik: 320 Domare: Adam Ladebäck (Visby) |
| 19:00 UTC+2 | 19:00 UTC+2  |           |                 |                                            | Dalhem Publik: 320 Domare: Adam Ladebäck (Visby) | Dalhem Publik: 320 Domare: Adam Ladebäck (Visby) |

| 12          | 22 juni 2016 | Ytterhogdals IK                                              | 7 – 1           | Team TG    | Svedjevallen                                             |                                                          |
| 19:00 UTC+2 | 19:00 UTC+2  | Hainault 6′ Pearce 28′ Hardey 42′, 53′ Edwards 67′, 69′, 88′ | (3 – 0) Rapport | 83′ McNeil | Ytterhogdal Publik: 541 Domare: Arian Chalak (Sundsvall) | Ytterhogdal Publik: 541 Domare: Arian Chalak (Sundsvall) |
| 19:00 UTC+2 | 19:00 UTC+2  |                                                              |                 |            | Ytterhogdal Publik: 541 Domare: Arian Chalak (Sundsvall) | Ytterhogdal Publik: 541 Domare: Arian Chalak (Sundsvall) |
| 19:00 UTC+2 | 19:00 UTC+2  |                                                              |                 |            | Ytterhogdal Publik: 541 Domare: Arian Chalak (Sundsvall) | Ytterhogdal Publik: 541 Domare: Arian Chalak (Sundsvall) |

| 13          | 27 juni 2016 | Enhörna IF            | 2 – 3           | Västerås SK                              | Friluftsgården, Enhörna                                     |                                                             |
| 19:00 UTC+2 | 19:00 UTC+2  | Mete 7′ Lärnestad 82′ | (1 – 1) Rapport | 44′ J. Andersson 77′ Sulaiman 85′ Tronêt | Södertälje Publik: 143 Domare: Nael Ghazi Shabo (Torshälla) | Södertälje Publik: 143 Domare: Nael Ghazi Shabo (Torshälla) |
| 19:00 UTC+2 | 19:00 UTC+2  |                       |                 |                                          | Södertälje Publik: 143 Domare: Nael Ghazi Shabo (Torshälla) | Södertälje Publik: 143 Domare: Nael Ghazi Shabo (Torshälla) |
| 19:00 UTC+2 | 19:00 UTC+2  |                       |                 |                                          | Södertälje Publik: 143 Domare: Nael Ghazi Shabo (Torshälla) | Södertälje Publik: 143 Domare: Nael Ghazi Shabo (Torshälla) |

| 14          | 28 juli 2016 | IK Klockaretorpet | 0 – 1           | Smedby AIS    | Klockaretorpsplanen                                      |                                                          |
| 19:00 UTC+2 | 19:00 UTC+2  |                   | (0 – 0) Rapport | 64′ Sinanović | Norrköping Publik: 105 Domare: Josef Alacam (Norrköping) | Norrköping Publik: 105 Domare: Josef Alacam (Norrköping) |
| 19:00 UTC+2 | 19:00 UTC+2  |                   |                 |               | Norrköping Publik: 105 Domare: Josef Alacam (Norrköping) | Norrköping Publik: 105 Domare: Josef Alacam (Norrköping) |
| 19:00 UTC+2 | 19:00 UTC+2  |                   |                 |               | Norrköping Publik: 105 Domare: Josef Alacam (Norrköping) | Norrköping Publik: 105 Domare: Josef Alacam (Norrköping) |

| 15          | 28 juli 2016 | IFK Fjärås            | 2 – 3           | Torslanda IK                  | Ögärdets IP                                               |                                                           |
| 19:00 UTC+2 | 19:00 UTC+2  | Björklund 7′ Berg 34′ | (2 – 1) Rapport | 30′ Lenning 63′, 84′ Furublad | Fjärås kyrkby Publik: 150 Domare: Denis Oppong (Göteborg) | Fjärås kyrkby Publik: 150 Domare: Denis Oppong (Göteborg) |
| 19:00 UTC+2 | 19:00 UTC+2  |                       |                 |                               | Fjärås kyrkby Publik: 150 Domare: Denis Oppong (Göteborg) | Fjärås kyrkby Publik: 150 Domare: Denis Oppong (Göteborg) |
| 19:00 UTC+2 | 19:00 UTC+2  |                       |                 |                               | Fjärås kyrkby Publik: 150 Domare: Denis Oppong (Göteborg) | Fjärås kyrkby Publik: 150 Domare: Denis Oppong (Göteborg) |

| 16          | 2 augusti 2016 | Österlen FF | 0 – 2           | Kristianstad FC     | Skillinge IP                                         |                                                      |
| 18:30 UTC+2 | 18:30 UTC+2    |             | (0 – 2) Rapport | 9′ Netabay 17′ Emeh | Simrishamn Publik: 390 Domare: Niklas Olsson (Ystad) | Simrishamn Publik: 390 Domare: Niklas Olsson (Ystad) |
| 18:30 UTC+2 | 18:30 UTC+2    |             |                 |                     | Simrishamn Publik: 390 Domare: Niklas Olsson (Ystad) | Simrishamn Publik: 390 Domare: Niklas Olsson (Ystad) |
| 18:30 UTC+2 | 18:30 UTC+2    |             |                 |                     | Simrishamn Publik: 390 Domare: Niklas Olsson (Ystad) | Simrishamn Publik: 390 Domare: Niklas Olsson (Ystad) |

| 17          | 2 augusti 2016 | IF Viken                      | 3 – 2           | SK Sifhälla          | Rösvallen                                               |                                                         |
| 19:00 UTC+2 | 19:00 UTC+2    | Aronsson 49′, 76′ Kaawach 83′ | (0 – 0) Rapport | 47′ Svärd 79′ Meijer | Åmål Publik: 350 Domare: Adnan Busuladzic (Stenungsund) | Åmål Publik: 350 Domare: Adnan Busuladzic (Stenungsund) |
| 19:00 UTC+2 | 19:00 UTC+2    |                               |                 |                      | Åmål Publik: 350 Domare: Adnan Busuladzic (Stenungsund) | Åmål Publik: 350 Domare: Adnan Busuladzic (Stenungsund) |
| 19:00 UTC+2 | 19:00 UTC+2    |                               |                 |                      | Åmål Publik: 350 Domare: Adnan Busuladzic (Stenungsund) | Åmål Publik: 350 Domare: Adnan Busuladzic (Stenungsund) |

| 18          | 2 augusti 2016 | IFK Tidaholm | 0 – 1           | Lidköpings FK | Tidavallen                                               |                                                          |
| 19:00 UTC+2 | 19:00 UTC+2    |              | (0 – 0) Rapport | 62′ Abdulhadi | Tidaholm Publik: 200 Domare: Fredrik Olsson (Dalsjöfors) | Tidaholm Publik: 200 Domare: Fredrik Olsson (Dalsjöfors) |
| 19:00 UTC+2 | 19:00 UTC+2    |              |                 |               | Tidaholm Publik: 200 Domare: Fredrik Olsson (Dalsjöfors) | Tidaholm Publik: 200 Domare: Fredrik Olsson (Dalsjöfors) |
| 19:00 UTC+2 | 19:00 UTC+2    |              |                 |               | Tidaholm Publik: 200 Domare: Fredrik Olsson (Dalsjöfors) | Tidaholm Publik: 200 Domare: Fredrik Olsson (Dalsjöfors) |

| 19          | 2 augusti 2016 | Vimmerby IF | 0 – 4           | Oskarshamns AIK                                      | Skobes Arena                                            |                                                         |
| 19:00 UTC+2 | 19:00 UTC+2    |             | (0 – 1) Rapport | 7′ Birgersson 55′ Agebjörn 73′ Christensson 75′ Graf | Vimmerby Publik: 457 Domare: Almir Kadiric (Ekenässjön) | Vimmerby Publik: 457 Domare: Almir Kadiric (Ekenässjön) |
| 19:00 UTC+2 | 19:00 UTC+2    |             |                 |                                                      | Vimmerby Publik: 457 Domare: Almir Kadiric (Ekenässjön) | Vimmerby Publik: 457 Domare: Almir Kadiric (Ekenässjön) |
| 19:00 UTC+2 | 19:00 UTC+2    |             |                 |                                                      | Vimmerby Publik: 457 Domare: Almir Kadiric (Ekenässjön) | Vimmerby Publik: 457 Domare: Almir Kadiric (Ekenässjön) |

| 20          | 3 augusti 2016 | Härnösands FF | 0 – 4           | IFK Luleå                            | Högslättens IP                                         |                                                        |
| 18:30 UTC+2 | 18:30 UTC+2    |               | (0 – 1) Rapport | 33′, 61′, 77′ Rajalakso 85′ Sandlund | Härnösand Publik: 298 Domare: Henrik Molin (Östersund) | Härnösand Publik: 298 Domare: Henrik Molin (Östersund) |
| 18:30 UTC+2 | 18:30 UTC+2    |               |                 |                                      | Härnösand Publik: 298 Domare: Henrik Molin (Östersund) | Härnösand Publik: 298 Domare: Henrik Molin (Östersund) |
| 18:30 UTC+2 | 18:30 UTC+2    |               |                 |                                      | Härnösand Publik: 298 Domare: Henrik Molin (Östersund) | Härnösand Publik: 298 Domare: Henrik Molin (Östersund) |

| 21          | 3 augusti 2016 | Ronneby BK   | 1 – 2           | Växjö BK       | Brunnsvallen                                           |                                                        |
| 18:30 UTC+2 | 18:30 UTC+2    | Alkattah 63′ | (0 – 1) Rapport | 45′, 82′ Hahrs | Ronneby Publik: 85 Domare: Jovan Bjelajac (Sölvesborg) | Ronneby Publik: 85 Domare: Jovan Bjelajac (Sölvesborg) |
| 18:30 UTC+2 | 18:30 UTC+2    |              |                 |                | Ronneby Publik: 85 Domare: Jovan Bjelajac (Sölvesborg) | Ronneby Publik: 85 Domare: Jovan Bjelajac (Sölvesborg) |
| 18:30 UTC+2 | 18:30 UTC+2    |              |                 |                | Ronneby Publik: 85 Domare: Jovan Bjelajac (Sölvesborg) | Ronneby Publik: 85 Domare: Jovan Bjelajac (Sölvesborg) |

| 22          | 3 augusti 2016 | Kubikensborgs IF | 0 – 1           | Söderhamns FF | Kubikenborgs IP                                      |                                                      |
| 19:00 UTC+2 | 19:00 UTC+2    |                  | (0 – 1) Rapport | 42′ Englund   | Sundsvall Publik: 85 Domare: Robert Ahlman (Bollnäs) | Sundsvall Publik: 85 Domare: Robert Ahlman (Bollnäs) |
| 19:00 UTC+2 | 19:00 UTC+2    |                  |                 |               | Sundsvall Publik: 85 Domare: Robert Ahlman (Bollnäs) | Sundsvall Publik: 85 Domare: Robert Ahlman (Bollnäs) |
| 19:00 UTC+2 | 19:00 UTC+2    |                  |                 |               | Sundsvall Publik: 85 Domare: Robert Ahlman (Bollnäs) | Sundsvall Publik: 85 Domare: Robert Ahlman (Bollnäs) |

| 23          | 3 augusti 2016 | Arameiska-Syrianska                        | 0000 4 – 2 (e.fl.) | Akropolis IF         | Brunna IP                                             |                                                       |
| 19:00 UTC+2 | 19:00 UTC+2    | Cosic 25′ Ostojic 30′ Notice 94′ Deus 104′ | (2 – 2) Rapport    | 16′ (str.), 23′ Polo | Stockholm Publik: 317 Domare: Viktor Dovresjö (Årsta) | Stockholm Publik: 317 Domare: Viktor Dovresjö (Årsta) |
| 19:00 UTC+2 | 19:00 UTC+2    |                                            |                    |                      | Stockholm Publik: 317 Domare: Viktor Dovresjö (Årsta) | Stockholm Publik: 317 Domare: Viktor Dovresjö (Årsta) |
| 19:00 UTC+2 | 19:00 UTC+2    |                                            |                    |                      | Stockholm Publik: 317 Domare: Viktor Dovresjö (Årsta) | Stockholm Publik: 317 Domare: Viktor Dovresjö (Årsta) |

| 24          | 3 augusti 2016 | Sandvikens IF                            | 3 – 0           | IK Brage | Jernvallen                                              |                                                         |
| 19:00 UTC+2 | 19:00 UTC+2    | Bale 24′ (str.) Guidji 62′ Igbarumah 82′ | (1 – 0) Rapport |          | Sandviken Publik: 768 Domare: Nino Baresso (Södertälje) | Sandviken Publik: 768 Domare: Nino Baresso (Södertälje) |
| 19:00 UTC+2 | 19:00 UTC+2    |                                          |                 |          | Sandviken Publik: 768 Domare: Nino Baresso (Södertälje) | Sandviken Publik: 768 Domare: Nino Baresso (Södertälje) |
| 19:00 UTC+2 | 19:00 UTC+2    |                                          |                 |          | Sandviken Publik: 768 Domare: Nino Baresso (Södertälje) | Sandviken Publik: 768 Domare: Nino Baresso (Södertälje) |

| 25          | 3 augusti 2016 | Karlstad BK                      | 3 – 2           | BK Forward                 | Våxnäs                                                |                                                       |
| 19:00 UTC+2 | 19:00 UTC+2    | M. Nilsson 30′ Richards 50′, 55′ | (1 – 2) Rapport | 26′ Jakobsson 32′ Carlsson | Karlstad Publik: 254 Domare: Mattias Johansson (Sala) | Karlstad Publik: 254 Domare: Mattias Johansson (Sala) |
| 19:00 UTC+2 | 19:00 UTC+2    |                                  |                 |                            | Karlstad Publik: 254 Domare: Mattias Johansson (Sala) | Karlstad Publik: 254 Domare: Mattias Johansson (Sala) |
| 19:00 UTC+2 | 19:00 UTC+2    |                                  |                 |                            | Karlstad Publik: 254 Domare: Mattias Johansson (Sala) | Karlstad Publik: 254 Domare: Mattias Johansson (Sala) |

| 26          | 3 augusti 2016 | Vänersborgs IF | 0 – 1           | Vänersborgs FK | Vänersvallen                                                |                                                             |
| 19:00 UTC+2 | 19:00 UTC+2    |                | (0 – 0) Rapport | 78′ Vekic      | Vänersborg Publik: 980 Domare: Andreas Ekholm (Trollhättan) | Vänersborg Publik: 980 Domare: Andreas Ekholm (Trollhättan) |
| 19:00 UTC+2 | 19:00 UTC+2    |                |                 |                | Vänersborg Publik: 980 Domare: Andreas Ekholm (Trollhättan) | Vänersborg Publik: 980 Domare: Andreas Ekholm (Trollhättan) |
| 19:00 UTC+2 | 19:00 UTC+2    |                |                 |                | Vänersborg Publik: 980 Domare: Andreas Ekholm (Trollhättan) | Vänersborg Publik: 980 Domare: Andreas Ekholm (Trollhättan) |

| 27          | 3 augusti 2016 | IFK Falköping | 0 – 2           | IK Gauthiod        | Odenplan                                             |                                                      |
| 19:00 UTC+2 | 19:00 UTC+2    |               | (0 – 1) Rapport | 22′, 71′ Júlíusson | Falköping Publik: 189 Domare: Daniel Särén (Dannike) | Falköping Publik: 189 Domare: Daniel Särén (Dannike) |
| 19:00 UTC+2 | 19:00 UTC+2    |               |                 |                    | Falköping Publik: 189 Domare: Daniel Särén (Dannike) | Falköping Publik: 189 Domare: Daniel Särén (Dannike) |
| 19:00 UTC+2 | 19:00 UTC+2    |               |                 |                    | Falköping Publik: 189 Domare: Daniel Särén (Dannike) | Falköping Publik: 189 Domare: Daniel Särén (Dannike) |

| 28          | 3 augusti 2016 | Myresjö/Vetlanda | 0 – 5           | Östers IF                                             | Myrvalla                                             |                                                      |
| 19:00 UTC+2 | 19:00 UTC+2    |                  | (0 – 1) Rapport | 37′ Velić 51′, 71′ Ahonen 65′ Östlind 90′ Johannesson | Myresjö Publik: 485 Domare: Jonas Karlsson (Målilla) | Myresjö Publik: 485 Domare: Jonas Karlsson (Målilla) |
| 19:00 UTC+2 | 19:00 UTC+2    |                  |                 |                                                       | Myresjö Publik: 485 Domare: Jonas Karlsson (Målilla) | Myresjö Publik: 485 Domare: Jonas Karlsson (Målilla) |
| 19:00 UTC+2 | 19:00 UTC+2    |                  |                 |                                                       | Myresjö Publik: 485 Domare: Jonas Karlsson (Målilla) | Myresjö Publik: 485 Domare: Jonas Karlsson (Målilla) |

| 29          | 3 augusti 2016 | Eskilsminne IF | 0000 1 – 2 (e.fl.) | IFK Hässleholm            | Harlyckans IP                                           |                                                         |
| 19:00 UTC+2 | 19:00 UTC+2    | Besic 100′     | (0 – 0) Rapport    | 103′ Thompson 115′ Al-Asi | Helsingborg Publik: 411 Domare: Fredrik Rönning (Malmö) | Helsingborg Publik: 411 Domare: Fredrik Rönning (Malmö) |
| 19:00 UTC+2 | 19:00 UTC+2    |                |                    |                           | Helsingborg Publik: 411 Domare: Fredrik Rönning (Malmö) | Helsingborg Publik: 411 Domare: Fredrik Rönning (Malmö) |
| 19:00 UTC+2 | 19:00 UTC+2    |                |                    |                           | Helsingborg Publik: 411 Domare: Fredrik Rönning (Malmö) | Helsingborg Publik: 411 Domare: Fredrik Rönning (Malmö) |

| 30          | 3 augusti 2016 | IFK Trelleborg             | 0000 1 – 1 (e.fl.) | Torns IF       | Vångavallen                                               |                                                           |
| 19:00 UTC+2 | 19:00 UTC+2    | Jovanović 16′              | (1 – 0) Rapport    | 83′ Martinsson | Trelleborg Publik: 86 Domare: Adi Aganovic (Kristianstad) | Trelleborg Publik: 86 Domare: Adi Aganovic (Kristianstad) |
| 19:00 UTC+2 | 19:00 UTC+2    |                            |                    |                | Trelleborg Publik: 86 Domare: Adi Aganovic (Kristianstad) | Trelleborg Publik: 86 Domare: Adi Aganovic (Kristianstad) |
| 19:00 UTC+2 | 19:00 UTC+2    | Straffsparksläggning 6 – 7 |                    |                | Trelleborg Publik: 86 Domare: Adi Aganovic (Kristianstad) | Trelleborg Publik: 86 Domare: Adi Aganovic (Kristianstad) |

| 31          | 3 augusti 2016 | IFK Haninge                    | 0000 3 – 4 (e.fl.) | BKV Norrtälje                    | Torvalla IP                                             |                                                         |
| 20:00 UTC+2 | 20:00 UTC+2    | Pidre 5′ Salih 16′ Ljuboje 57′ | (2 – 1) Rapport    | 1′, 86′, 118′ Skogh 62′ Pishdari | Stockholm Publik: 320 Domare: Johan Kjellin (Stockholm) | Stockholm Publik: 320 Domare: Johan Kjellin (Stockholm) |
| 20:00 UTC+2 | 20:00 UTC+2    |                                |                    |                                  | Stockholm Publik: 320 Domare: Johan Kjellin (Stockholm) | Stockholm Publik: 320 Domare: Johan Kjellin (Stockholm) |
| 20:00 UTC+2 | 20:00 UTC+2    |                                |                    |                                  | Stockholm Publik: 320 Domare: Johan Kjellin (Stockholm) | Stockholm Publik: 320 Domare: Johan Kjellin (Stockholm) |

| 32          | 3 augusti 2016 | Täby FK                   | 3 – 2           | Boo FK                    | Tibblevallen                                    |                                                 |
| 20:00 UTC+2 | 20:00 UTC+2    | Forssell 7′, 78′ Lindberg | (2 – 1) Rapport | 17′ Svensson 51′ Forsberg | Stockholm Publik: 51 Domare: Erik Skotte (Älta) | Stockholm Publik: 51 Domare: Erik Skotte (Älta) |
| 20:00 UTC+2 | 20:00 UTC+2    |                           |                 |                           | Stockholm Publik: 51 Domare: Erik Skotte (Älta) | Stockholm Publik: 51 Domare: Erik Skotte (Älta) |
| 20:00 UTC+2 | 20:00 UTC+2    |                           |                 |                           | Stockholm Publik: 51 Domare: Erik Skotte (Älta) | Stockholm Publik: 51 Domare: Erik Skotte (Älta) |

### Omgång 2
| Andra omgången – 64 deltagande klubblag | Andra omgången – 64 deltagande klubblag | Andra omgången – 64 deltagande klubblag |
| --------------------------------------- | --------------------------------------- | --------------------------------------- |
| Lag 1                                   | Resultat                                | Lag 2                                   |
| IF Viken                                | 0–9                                     | Degerfors IF                            |
| IFK Luleå                               | 0–2                                     | AIK                                     |
| Nyköpings BIS                           | 2–1                                     | AFC United                              |
| Ytterhogdals IK                         | 00002–2 (e.f.) (4–2 str.)               | Syrianska FC                            |
| Torslanda IK                            | 0–2                                     | IFK Värnamo                             |
| Gnosjö IF                               | 0–4                                     | Helsingborgs IF                         |
| Grebbestads IF                          | 0–3                                     | Kalmar FF                               |
| Lidköpings FK                           | 0–2                                     | Trelleborgs FF                          |
| Karlstad BK                             | 0–4                                     | Örebro SK                               |
| Onsala BK                               | 0–6                                     | Ängelholms FF                           |
| Smedby AIS                              | 1–5                                     | Djurgårdens IF                          |
| Söderhamns FF                           | 0–1                                     | Gefle IF                                |
| Sandvikens IF                           | 1–2                                     | Åtvidabergs FF                          |
| Enskede IK                              | 0–3                                     | IK Sirius                               |
| Arameiska-Syrianska                     | 3–0                                     | Assyriska FF                            |
| IF Brommapojkarna                       | 4–2                                     | IK Frej                                 |
| Östers IF                               | 0–3                                     | Gais                                    |
| Utsiktens BK                            | 0–4                                     | Falkenbergs FF                          |
| Vänersborgs FK                          | 2–0                                     | Jönköpings Södra                        |
| Växjö BK                                | 01–11                                   | BK Häcken                               |
| Gamla Upsala                            | 1–2                                     | Hammarby IF                             |
| Västerås SK                             | 0–4                                     | IFK Norrköping                          |
| Täby FK                                 | 0–2                                     | Dalkurd FF                              |
| FC Höllviken                            | 00001–2 (e.f.)                          | Örgryte IS                              |
| Torns IF                                | 1–3                                     | Varbergs BoIS                           |
| Kristianstad FC                         | 00002–2 (e.f.) (3–2 str.)               | Ljungskile SK                           |
| IK Gauthiod                             | 0–7                                     | IF Elfsborg                             |
| BKV Norrtälje                           | 1–0                                     | GIF Sundsvall                           |
| Landskrona BoIS                         | 3–1                                     | Malmö FF                                |
| IFK Hässleholm                          | 0–4                                     | Halmstads BK                            |
| Sollentuna FF                           | 0–2                                     | Östersunds FK                           |
| Oskarshamns AIK                         | 0–6                                     | IFK Göteborg                            |

#### Matcher
| 33          | 24 augusti 2016 | IF Viken | 0 – 9           | Degerfors IF                                                                        | Rösvallen                                          |                                                    |
| 18:00 UTC+2 | 18:00 UTC+2     |          | (0 – 4) Rapport | 6′ Hasani 12′ A. Holmberg 30′, 33′, 48′, 90′ Ćatović 56′, 90+1′ Sabo 65′ Samuelsson | Åmål Publik: 658 Domare: Joakim Östling (Göteborg) | Åmål Publik: 658 Domare: Joakim Östling (Göteborg) |
| 18:00 UTC+2 | 18:00 UTC+2     |          |                 |                                                                                     | Åmål Publik: 658 Domare: Joakim Östling (Göteborg) | Åmål Publik: 658 Domare: Joakim Östling (Göteborg) |
| 18:00 UTC+2 | 18:00 UTC+2     |          |                 |                                                                                     | Åmål Publik: 658 Domare: Joakim Östling (Göteborg) | Åmål Publik: 658 Domare: Joakim Östling (Göteborg) |

| 34                          | 24 augusti 2016             | IFK Luleå | 0 – 2           | AIK           | Skogsvallen                                    |                                                |
| 18:00 UTC+2 TV: Cmore Sport | 18:00 UTC+2 TV: Cmore Sport |           | (0 – 1) Rapport | 30′, 83′ Isak | Luleå Publik: 2 247 Domare: Lars Olsson (Umeå) | Luleå Publik: 2 247 Domare: Lars Olsson (Umeå) |
| 18:00 UTC+2 TV: Cmore Sport | 18:00 UTC+2 TV: Cmore Sport |           |                 |               | Luleå Publik: 2 247 Domare: Lars Olsson (Umeå) | Luleå Publik: 2 247 Domare: Lars Olsson (Umeå) |
| 18:00 UTC+2 TV: Cmore Sport | 18:00 UTC+2 TV: Cmore Sport |           |                 |               | Luleå Publik: 2 247 Domare: Lars Olsson (Umeå) | Luleå Publik: 2 247 Domare: Lars Olsson (Umeå) |

| 35          | 24 augusti 2016 | Nyköpings BIS      | 2 – 1           | AFC United  | Rosvalla Stadion                                       |                                                        |
| 18:00 UTC+2 | 18:00 UTC+2     | Björk 25′ Gall 64′ | (1 – 1) Rapport | 18′ Eddahri | Nyköping Publik: 216 Domare: Jesper Ekwall (Stockholm) | Nyköping Publik: 216 Domare: Jesper Ekwall (Stockholm) |
| 18:00 UTC+2 | 18:00 UTC+2     |                    |                 |             | Nyköping Publik: 216 Domare: Jesper Ekwall (Stockholm) | Nyköping Publik: 216 Domare: Jesper Ekwall (Stockholm) |
| 18:00 UTC+2 | 18:00 UTC+2     |                    |                 |             | Nyköping Publik: 216 Domare: Jesper Ekwall (Stockholm) | Nyköping Publik: 216 Domare: Jesper Ekwall (Stockholm) |

| 36          | 24 augusti 2016 | Ytterhogdals IK                  | 0000 2 – 2 (e.fl.)         | Syrianska FC                 | Svedjevallen                                            |                                                         |
| 18:00 UTC+2 | 18:00 UTC+2     | Cissa 85′ (str.) Olofsson 90′    | (0 – 2) Rapport            | 21′ Ceylan 43′ Katourgi      | Härjedalen Publik: 340 Domare: Henrik Molin (Östersund) | Härjedalen Publik: 340 Domare: Henrik Molin (Östersund) |
| 18:00 UTC+2 | 18:00 UTC+2     |                                  |                            |                              | Härjedalen Publik: 340 Domare: Henrik Molin (Östersund) | Härjedalen Publik: 340 Domare: Henrik Molin (Östersund) |
| 18:00 UTC+2 | 18:00 UTC+2     | Olofsson Cissa Pilatos Risbrough | Straffsparksläggning 4 – 2 | Koppe Korkes Katourgi Ceylan | Härjedalen Publik: 340 Domare: Henrik Molin (Östersund) | Härjedalen Publik: 340 Domare: Henrik Molin (Östersund) |

| 37          | 24 augusti 2016 | Torslanda IK | 0 – 2           | IFK Värnamo    | Torslandavallen                                         |                                                         |
| 18:00 UTC+2 | 18:00 UTC+2     |              | (0 – 0) Rapport | 51′, 59′ Svahn | Göteborg Publik: 231 Domare: Magnus Lindgren (Göteborg) | Göteborg Publik: 231 Domare: Magnus Lindgren (Göteborg) |
| 18:00 UTC+2 | 18:00 UTC+2     |              |                 |                | Göteborg Publik: 231 Domare: Magnus Lindgren (Göteborg) | Göteborg Publik: 231 Domare: Magnus Lindgren (Göteborg) |
| 18:00 UTC+2 | 18:00 UTC+2     |              |                 |                | Göteborg Publik: 231 Domare: Magnus Lindgren (Göteborg) | Göteborg Publik: 231 Domare: Magnus Lindgren (Göteborg) |

| 38          | 24 augusti 2016 | Gnosjö IF | 0 – 4           | Helsingborgs IF                                                 | Töllshov                                              |                                                       |
| 18:00 UTC+2 | 18:00 UTC+2     |           | (0 – 1) Rapport | 33′ Jor. Larsson 50′ Jon. Larsson 59′ (str.) Bojanić 72′ Rusike | Gnosjö Publik: 1 409 Domare: Jonas Karlsson (Målilla) | Gnosjö Publik: 1 409 Domare: Jonas Karlsson (Målilla) |
| 18:00 UTC+2 | 18:00 UTC+2     |           |                 |                                                                 | Gnosjö Publik: 1 409 Domare: Jonas Karlsson (Målilla) | Gnosjö Publik: 1 409 Domare: Jonas Karlsson (Målilla) |
| 18:00 UTC+2 | 18:00 UTC+2     |           |                 |                                                                 | Gnosjö Publik: 1 409 Domare: Jonas Karlsson (Målilla) | Gnosjö Publik: 1 409 Domare: Jonas Karlsson (Målilla) |

| 39          | 24 augusti 2016 | Grebbestads IF | 0 – 3           | Kalmar FF                      | Siljevi IP                                               |                                                          |
| 18:00 UTC+2 | 18:00 UTC+2     |                | (0 – 2) Rapport | 6′, 73′ Abdu 31′ Thorbjörnsson | Grebbestad Publik: 700 Domare: Fredrik Oppong (Göteborg) | Grebbestad Publik: 700 Domare: Fredrik Oppong (Göteborg) |
| 18:00 UTC+2 | 18:00 UTC+2     |                |                 |                                | Grebbestad Publik: 700 Domare: Fredrik Oppong (Göteborg) | Grebbestad Publik: 700 Domare: Fredrik Oppong (Göteborg) |
| 18:00 UTC+2 | 18:00 UTC+2     |                |                 |                                | Grebbestad Publik: 700 Domare: Fredrik Oppong (Göteborg) | Grebbestad Publik: 700 Domare: Fredrik Oppong (Göteborg) |

| 40          | 24 augusti 2016 | Lidköpings FK | 0 – 2   | Trelleborgs FF              | Framnäs IP                                               |                                                          |
| 18:15 UTC+2 | 18:15 UTC+2     |               | Rapport | 50′ Camara Jönsson 63′ Pode | Lidköping Publik: 527 Domare: Kastriot Gerxhaliu (Skara) | Lidköping Publik: 527 Domare: Kastriot Gerxhaliu (Skara) |
| 18:15 UTC+2 | 18:15 UTC+2     |               |         |                             | Lidköping Publik: 527 Domare: Kastriot Gerxhaliu (Skara) | Lidköping Publik: 527 Domare: Kastriot Gerxhaliu (Skara) |
| 18:15 UTC+2 | 18:15 UTC+2     |               |         |                             | Lidköping Publik: 527 Domare: Kastriot Gerxhaliu (Skara) | Lidköping Publik: 527 Domare: Kastriot Gerxhaliu (Skara) |

| 41          | 24 augusti 2016 | Karlstad BK | 0 – 4           | Örebro SK                                    | Tingvalla IP                                             |                                                          |
| 18:30 UTC+2 | 18:30 UTC+2     |             | (0 – 2) Rapport | 14′ Sköld 36′ Ajdarević 60′ Broberg 78′ Omoh | Karlstad Publik: 1 048 Domare: Fredrik Jansson (Hammarö) | Karlstad Publik: 1 048 Domare: Fredrik Jansson (Hammarö) |
| 18:30 UTC+2 | 18:30 UTC+2     |             |                 |                                              | Karlstad Publik: 1 048 Domare: Fredrik Jansson (Hammarö) | Karlstad Publik: 1 048 Domare: Fredrik Jansson (Hammarö) |
| 18:30 UTC+2 | 18:30 UTC+2     |             |                 |                                              | Karlstad Publik: 1 048 Domare: Fredrik Jansson (Hammarö) | Karlstad Publik: 1 048 Domare: Fredrik Jansson (Hammarö) |

| 42          | 24 augusti 2016 | Onsala BK | 0 – 6           | Ängelholms FF                                                       | Rydets IP                                              |                                                        |
| 18:30 UTC+2 | 18:30 UTC+2     |           | (0 – 2) Rapport | 16′, 47′, 90′ A. Karlsson 45′ Petrović 56′ A. Rexhepi 58′ Bernholtz | Kungsbacka Publik: 63 Domare: Adnan Jukic (Falkenberg) | Kungsbacka Publik: 63 Domare: Adnan Jukic (Falkenberg) |
| 18:30 UTC+2 | 18:30 UTC+2     |           |                 |                                                                     | Kungsbacka Publik: 63 Domare: Adnan Jukic (Falkenberg) | Kungsbacka Publik: 63 Domare: Adnan Jukic (Falkenberg) |
| 18:30 UTC+2 | 18:30 UTC+2     |           |                 |                                                                     | Kungsbacka Publik: 63 Domare: Adnan Jukic (Falkenberg) | Kungsbacka Publik: 63 Domare: Adnan Jukic (Falkenberg) |

| 43          | 24 augusti 2016 | Smedby AIS         | 1 – 5           | Djurgårdens IF                                             | Mirum Arena                                             |                                                         |
| 19:00 UTC+2 | 19:00 UTC+2     | Chamoun 89′ (str.) | (0 – 0) Rapport | 46′ Karlström 56′, 76′ El Kabir 66′ Mayambela 86′ Berntsen | Norrköping Publik: 1 500 Domare: Jim Petersson (Motala) | Norrköping Publik: 1 500 Domare: Jim Petersson (Motala) |
| 19:00 UTC+2 | 19:00 UTC+2     |                    |                 |                                                            | Norrköping Publik: 1 500 Domare: Jim Petersson (Motala) | Norrköping Publik: 1 500 Domare: Jim Petersson (Motala) |
| 19:00 UTC+2 | 19:00 UTC+2     |                    |                 |                                                            | Norrköping Publik: 1 500 Domare: Jim Petersson (Motala) | Norrköping Publik: 1 500 Domare: Jim Petersson (Motala) |

| 44          | 24 augusti 2016 | Söderhamns FF | 0 – 1           | Gefle IF   | Helsingehus Arena                                      |                                                        |
| 19:00 UTC+2 | 19:00 UTC+2     |               | (0 – 1) Rapport | 23′ Hjelte | Söderhamn Publik: 1 081 Domare: Mohamed Nablsi (Gävle) | Söderhamn Publik: 1 081 Domare: Mohamed Nablsi (Gävle) |
| 19:00 UTC+2 | 19:00 UTC+2     |               |                 |            | Söderhamn Publik: 1 081 Domare: Mohamed Nablsi (Gävle) | Söderhamn Publik: 1 081 Domare: Mohamed Nablsi (Gävle) |
| 19:00 UTC+2 | 19:00 UTC+2     |               |                 |            | Söderhamn Publik: 1 081 Domare: Mohamed Nablsi (Gävle) | Söderhamn Publik: 1 081 Domare: Mohamed Nablsi (Gävle) |

| 45          | 24 augusti 2016 | Sandvikens IF | 1 – 2           | Åtvidabergs FF         | Jernvallen                                              |                                                         |
| 19:00 UTC+2 | 19:00 UTC+2     | Guidji 45′    | (1 – 1) Rapport | 29′, 64′ Alexandersson | Sandviken Publik: 1 070 Domare: Patrik Eriksson (Gävle) | Sandviken Publik: 1 070 Domare: Patrik Eriksson (Gävle) |
| 19:00 UTC+2 | 19:00 UTC+2     |               |                 |                        | Sandviken Publik: 1 070 Domare: Patrik Eriksson (Gävle) | Sandviken Publik: 1 070 Domare: Patrik Eriksson (Gävle) |
| 19:00 UTC+2 | 19:00 UTC+2     |               |                 |                        | Sandviken Publik: 1 070 Domare: Patrik Eriksson (Gävle) | Sandviken Publik: 1 070 Domare: Patrik Eriksson (Gävle) |

| 46          | 24 augusti 2016 | Enskede IK | 0 – 3           | IK Sirius                                     | Enskede IP                                                |                                                           |
| 19:00 UTC+2 | 19:00 UTC+2     |            | (0 – 2) Rapport | 2′ (str.) Pehrsson 29′ Björkebaum 79′ Kambusi | Stockholm Publik: 450 Domare: Björn Särnbrink (Stockholm) | Stockholm Publik: 450 Domare: Björn Särnbrink (Stockholm) |
| 19:00 UTC+2 | 19:00 UTC+2     |            |                 |                                               | Stockholm Publik: 450 Domare: Björn Särnbrink (Stockholm) | Stockholm Publik: 450 Domare: Björn Särnbrink (Stockholm) |
| 19:00 UTC+2 | 19:00 UTC+2     |            |                 |                                               | Stockholm Publik: 450 Domare: Björn Särnbrink (Stockholm) | Stockholm Publik: 450 Domare: Björn Särnbrink (Stockholm) |

| 47          | 24 augusti 2016 | Arameiska-Syrianska                | 3 – 0           | Assyriska FF | Brunna IP                                               |                                                         |
| 19:00 UTC+2 | 19:00 UTC+2     | Cosic 7′ Kaplan 87′ Ngabonziza 90′ | (1 – 0) Rapport |              | Stockholm Publik: 660 Domare: Ozan Camlibel (Stockholm) | Stockholm Publik: 660 Domare: Ozan Camlibel (Stockholm) |
| 19:00 UTC+2 | 19:00 UTC+2     |                                    |                 |              | Stockholm Publik: 660 Domare: Ozan Camlibel (Stockholm) | Stockholm Publik: 660 Domare: Ozan Camlibel (Stockholm) |
| 19:00 UTC+2 | 19:00 UTC+2     |                                    |                 |              | Stockholm Publik: 660 Domare: Ozan Camlibel (Stockholm) | Stockholm Publik: 660 Domare: Ozan Camlibel (Stockholm) |

| 48          | 24 augusti 2016 | IF Brommapojkarna                                                             | 4 – 2           | IK Frej             | Grimsta IP                                             |                                                        |
| 19:00 UTC+2 | 19:00 UTC+2     | Holmquist Vecchia 46′ Gustafsson 56′ (str.) Martinsson Ngouali 68′ Beijmo 82′ | (1 – 0) Rapport | 71′ Adam 84′ Sosseh | Stockholm Publik: 150 Domare: Diako Behnam (Stockholm) | Stockholm Publik: 150 Domare: Diako Behnam (Stockholm) |
| 19:00 UTC+2 | 19:00 UTC+2     |                                                                               |                 |                     | Stockholm Publik: 150 Domare: Diako Behnam (Stockholm) | Stockholm Publik: 150 Domare: Diako Behnam (Stockholm) |
| 19:00 UTC+2 | 19:00 UTC+2     |                                                                               |                 |                     | Stockholm Publik: 150 Domare: Diako Behnam (Stockholm) | Stockholm Publik: 150 Domare: Diako Behnam (Stockholm) |

| 49          | 24 augusti 2016 | Östers IF | 0 – 3           | Gais                             | Myresjöhus Arena                                        |                                                         |
| 19:00 UTC+2 | 19:00 UTC+2     |           | (0 – 2) Rapport | 26′ Old 30′ D. Rexhepi 90′ Aliev | Växjö Publik: 870 Domare: Andreas Johansson (Huskvarna) | Växjö Publik: 870 Domare: Andreas Johansson (Huskvarna) |
| 19:00 UTC+2 | 19:00 UTC+2     |           |                 |                                  | Växjö Publik: 870 Domare: Andreas Johansson (Huskvarna) | Växjö Publik: 870 Domare: Andreas Johansson (Huskvarna) |
| 19:00 UTC+2 | 19:00 UTC+2     |           |                 |                                  | Växjö Publik: 870 Domare: Andreas Johansson (Huskvarna) | Växjö Publik: 870 Domare: Andreas Johansson (Huskvarna) |

| 50          | 24 augusti 2016 | Utsiktens BK | 0 – 4           | Falkenbergs FF                                   | Ruddalens IP                                           |                                                        |
| 19:00 UTC+2 | 19:00 UTC+2     |              | (0 – 2) Rapport | 15′ Rodevåg 34′ Kwakwa 48′ P. Karlsson 67′ Drage | Göteborg Publik: 140 Domare: Antti Kanerva (Olofstorp) | Göteborg Publik: 140 Domare: Antti Kanerva (Olofstorp) |
| 19:00 UTC+2 | 19:00 UTC+2     |              |                 |                                                  | Göteborg Publik: 140 Domare: Antti Kanerva (Olofstorp) | Göteborg Publik: 140 Domare: Antti Kanerva (Olofstorp) |
| 19:00 UTC+2 | 19:00 UTC+2     |              |                 |                                                  | Göteborg Publik: 140 Domare: Antti Kanerva (Olofstorp) | Göteborg Publik: 140 Domare: Antti Kanerva (Olofstorp) |

| 51          | 24 augusti 2016 | Vänersborgs FK | 2 – 0           | Jönköpings Södra | Vänersvallen                                                   |                                                                |
| 19:00 UTC+2 | 19:00 UTC+2     |                | (1 – 0) Rapport |                  | Vänersborg Publik: 1 200 Domare: Alexander Pavlovic (Göteborg) | Vänersborg Publik: 1 200 Domare: Alexander Pavlovic (Göteborg) |
| 19:00 UTC+2 | 19:00 UTC+2     |                |                 |                  | Vänersborg Publik: 1 200 Domare: Alexander Pavlovic (Göteborg) | Vänersborg Publik: 1 200 Domare: Alexander Pavlovic (Göteborg) |
| 19:00 UTC+2 | 19:00 UTC+2     |                |                 |                  | Vänersborg Publik: 1 200 Domare: Alexander Pavlovic (Göteborg) | Vänersborg Publik: 1 200 Domare: Alexander Pavlovic (Göteborg) |

| 52          | 24 augusti 2016 | Växjö BK  | 01 – 11         | BK Häcken | Sportfältet Teleborg                             |                                                  |
| 19:00 UTC+2 | 19:00 UTC+2     | Hahrs 47′ | (0 – 4) Rapport | 12′, 21′ (str.) Abubakari 31′, 57′ Owoeri 35′ Mohammed 51′, 81′ Andersson 56′ (sjm.) 58′ Savage 72′ Irandust 75′ Mensah | Växjö Publik: 728 Domare: Nermin Cisic (Värnamo) | Växjö Publik: 728 Domare: Nermin Cisic (Värnamo) |
| 19:00 UTC+2 | 19:00 UTC+2     |           |                 | | Växjö Publik: 728 Domare: Nermin Cisic (Värnamo) | Växjö Publik: 728 Domare: Nermin Cisic (Värnamo) |
| 19:00 UTC+2 | 19:00 UTC+2     |           |                 | | Växjö Publik: 728 Domare: Nermin Cisic (Värnamo) | Växjö Publik: 728 Domare: Nermin Cisic (Värnamo) |

| 53          | 24 augusti 2016 | Gamla Upsala | 1 – 2           | Hammarby IF              | Studenternas IP                                      |                                                      |
| 19:00 UTC+2 | 19:00 UTC+2     | Källsten 44′ | (1 – 0) Rapport | 56′ Israelsson 76′ Dibba | Uppsala Publik: 3 196 Domare: Johan Krantz (Uppsala) | Uppsala Publik: 3 196 Domare: Johan Krantz (Uppsala) |
| 19:00 UTC+2 | 19:00 UTC+2     |              |                 |                          | Uppsala Publik: 3 196 Domare: Johan Krantz (Uppsala) | Uppsala Publik: 3 196 Domare: Johan Krantz (Uppsala) |
| 19:00 UTC+2 | 19:00 UTC+2     |              |                 |                          | Uppsala Publik: 3 196 Domare: Johan Krantz (Uppsala) | Uppsala Publik: 3 196 Domare: Johan Krantz (Uppsala) |

| 54                            | 24 augusti 2016               | Västerås SK | 0 – 4           | IFK Norrköping                                  | Solid Park Arena                                            |                                                             |
| 20:00 UTC+2 TV: Cmore Fotboll | 20:00 UTC+2 TV: Cmore Fotboll |             | (0 – 3) Rapport | 11′, 22′ Eliasson 33′ K. Holmberg 89′ Castegren | Västerås Publik: 3 621 Domare: Mohammed Al-Hakim (Västerås) | Västerås Publik: 3 621 Domare: Mohammed Al-Hakim (Västerås) |
| 20:00 UTC+2 TV: Cmore Fotboll | 20:00 UTC+2 TV: Cmore Fotboll |             |                 |                                                 | Västerås Publik: 3 621 Domare: Mohammed Al-Hakim (Västerås) | Västerås Publik: 3 621 Domare: Mohammed Al-Hakim (Västerås) |
| 20:00 UTC+2 TV: Cmore Fotboll | 20:00 UTC+2 TV: Cmore Fotboll |             |                 |                                                 | Västerås Publik: 3 621 Domare: Mohammed Al-Hakim (Västerås) | Västerås Publik: 3 621 Domare: Mohammed Al-Hakim (Västerås) |

| 55          | 24 augusti 2016 | Täby FK | 0 – 2           | Dalkurd FF                     | Tibblevallen                                                           |                                                                        |
| 20:00 UTC+2 | 20:00 UTC+2     |         | (0 – 1) Rapport | 24′ Pllana 73′ (str.) Akpoveta | Stockholm Publik: 620 Domare: Mikael Devletyan Gudmundsson (Stockholm) | Stockholm Publik: 620 Domare: Mikael Devletyan Gudmundsson (Stockholm) |
| 20:00 UTC+2 | 20:00 UTC+2     |         |                 |                                | Stockholm Publik: 620 Domare: Mikael Devletyan Gudmundsson (Stockholm) | Stockholm Publik: 620 Domare: Mikael Devletyan Gudmundsson (Stockholm) |
| 20:00 UTC+2 | 20:00 UTC+2     |         |                 |                                | Stockholm Publik: 620 Domare: Mikael Devletyan Gudmundsson (Stockholm) | Stockholm Publik: 620 Domare: Mikael Devletyan Gudmundsson (Stockholm) |

| 56          | 25 augusti 2016 | FC Höllviken   | 0000 1 – 2 (e.fl.) | Örgryte IS                | Höllvikens IP                                        |                                                      |
| 17:30 UTC+2 | 17:30 UTC+2     | A. Persson 62′ | (0 – 1) Rapport    | 22′ S. Olsson 103′ Hammar | Höllviken Publik: 1 102 Domare: Per Melin (Kävlinge) | Höllviken Publik: 1 102 Domare: Per Melin (Kävlinge) |
| 17:30 UTC+2 | 17:30 UTC+2     |                |                    |                           | Höllviken Publik: 1 102 Domare: Per Melin (Kävlinge) | Höllviken Publik: 1 102 Domare: Per Melin (Kävlinge) |
| 17:30 UTC+2 | 17:30 UTC+2     |                |                    |                           | Höllviken Publik: 1 102 Domare: Per Melin (Kävlinge) | Höllviken Publik: 1 102 Domare: Per Melin (Kävlinge) |

| 57          | 25 augusti 2016 | Torns IF   | 1 – 3           | Varbergs BoIS                  | Tornvallen                                     |                                                |
| 18:00 UTC+2 | 18:00 UTC+2     | Östlund 7′ | (1 – 1) Rapport | 42′ Boakye 76′ Crona 84′ Peter | Lund Publik: 433 Domare: Niklas Olsson (Ystad) | Lund Publik: 433 Domare: Niklas Olsson (Ystad) |
| 18:00 UTC+2 | 18:00 UTC+2     |            |                 |                                | Lund Publik: 433 Domare: Niklas Olsson (Ystad) | Lund Publik: 433 Domare: Niklas Olsson (Ystad) |
| 18:00 UTC+2 | 18:00 UTC+2     |            |                 |                                | Lund Publik: 433 Domare: Niklas Olsson (Ystad) | Lund Publik: 433 Domare: Niklas Olsson (Ystad) |

| 58          | 25 augusti 2016 | Kristianstad FC               | 0000 3 – 3 (e.fl.)         | Ljungskile SK                         | Kristianstads IP                                             |                                                              |
| 18:15 UTC+2 | 18:15 UTC+2     | Modig 13′ Emeh 42′ Grahm 116′ | (2 – 0) Rapport            | 70′, 81′, 120+1′ (str.) Nilsen        | Kristianstad Publik: 335 Domare: Bobby Sjögren (Helsingborg) | Kristianstad Publik: 335 Domare: Bobby Sjögren (Helsingborg) |
| 18:15 UTC+2 | 18:15 UTC+2     |                               |                            |                                       | Kristianstad Publik: 335 Domare: Bobby Sjögren (Helsingborg) | Kristianstad Publik: 335 Domare: Bobby Sjögren (Helsingborg) |
| 18:15 UTC+2 | 18:15 UTC+2     | Fribrock Stagova Mbye Rindmo  | Straffsparksläggning 3 – 2 | Kitić J. Olsson Frölund Amrani Nilsen | Kristianstad Publik: 335 Domare: Bobby Sjögren (Helsingborg) | Kristianstad Publik: 335 Domare: Bobby Sjögren (Helsingborg) |

| 59          | 25 augusti 2016 | IK Gauthiod | 0 – 7   | IF Elfsborg                                                     | Lunnevi IP                                                  |                                                             |
| 18:15 UTC+2 | 18:15 UTC+2     |             | Rapport | 22′ L. Nilsson 39′, 52′, 61′, 66′ Gustavsson 58′, 80′ Bendiksen | Grästorp Publik: 1 423 Domare: Andreas Ekholm (Trollhättan) | Grästorp Publik: 1 423 Domare: Andreas Ekholm (Trollhättan) |
| 18:15 UTC+2 | 18:15 UTC+2     |             |         |                                                                 | Grästorp Publik: 1 423 Domare: Andreas Ekholm (Trollhättan) | Grästorp Publik: 1 423 Domare: Andreas Ekholm (Trollhättan) |
| 18:15 UTC+2 | 18:15 UTC+2     |             |         |                                                                 | Grästorp Publik: 1 423 Domare: Andreas Ekholm (Trollhättan) | Grästorp Publik: 1 423 Domare: Andreas Ekholm (Trollhättan) |

| 60          | 25 augusti 2016 | BKV Norrtälje | 1 – 0           | GIF Sundsvall | Idrottsparken                                            |                                                          |
| 19:00 UTC+2 | 19:00 UTC+2     | Skogh 13′     | (1 – 0) Rapport |               | Norrtälje Publik: 1 012 Domare: Farouk Nehdi (Stockholm) | Norrtälje Publik: 1 012 Domare: Farouk Nehdi (Stockholm) |
| 19:00 UTC+2 | 19:00 UTC+2     |               |                 |               | Norrtälje Publik: 1 012 Domare: Farouk Nehdi (Stockholm) | Norrtälje Publik: 1 012 Domare: Farouk Nehdi (Stockholm) |
| 19:00 UTC+2 | 19:00 UTC+2     |               |                 |               | Norrtälje Publik: 1 012 Domare: Farouk Nehdi (Stockholm) | Norrtälje Publik: 1 012 Domare: Farouk Nehdi (Stockholm) |

| 61                            | 25 augusti 2016               | Landskrona BoIS               | 3 – 1           | Malmö FF   | Landskrona IP                                                 |                                                               |
| 19:00 UTC+2 TV: Cmore Fotboll | 19:00 UTC+2 TV: Cmore Fotboll | Tkacz 5′ Levi 14′ Pärsson 58′ | (2 – 0) Rapport | 79′ Berget | Landskrona Publik: 5 125 Domare: Robert Daradic (Helsingborg) | Landskrona Publik: 5 125 Domare: Robert Daradic (Helsingborg) |
| 19:00 UTC+2 TV: Cmore Fotboll | 19:00 UTC+2 TV: Cmore Fotboll |                               |                 |            | Landskrona Publik: 5 125 Domare: Robert Daradic (Helsingborg) | Landskrona Publik: 5 125 Domare: Robert Daradic (Helsingborg) |
| 19:00 UTC+2 TV: Cmore Fotboll | 19:00 UTC+2 TV: Cmore Fotboll |                               |                 |            | Landskrona Publik: 5 125 Domare: Robert Daradic (Helsingborg) | Landskrona Publik: 5 125 Domare: Robert Daradic (Helsingborg) |

| 62          | 25 augusti 2016 | IFK Hässleholm | 0 – 4           | Halmstads BK                                                    | Österås IP                                         |                                                    |
| 19:00 UTC+2 | 19:00 UTC+2     |                | (0 – 1) Rapport | 24′ Fagercrantz 57′ Gudmundsson 77′ Haksabanovic 90′ Westerberg | Hässleholm Publik: 263 Domare: Mirza Kazic (Malmö) | Hässleholm Publik: 263 Domare: Mirza Kazic (Malmö) |
| 19:00 UTC+2 | 19:00 UTC+2     |                |                 |                                                                 | Hässleholm Publik: 263 Domare: Mirza Kazic (Malmö) | Hässleholm Publik: 263 Domare: Mirza Kazic (Malmö) |
| 19:00 UTC+2 | 19:00 UTC+2     |                |                 |                                                                 | Hässleholm Publik: 263 Domare: Mirza Kazic (Malmö) | Hässleholm Publik: 263 Domare: Mirza Kazic (Malmö) |

| 63          | 6 september 2016 | Sollentuna FF | 0 – 2           | Östersunds FK           | Sollentunavallen                                            |                                                             |
| 19:00 UTC+2 | 19:00 UTC+2      |               | (0 – 1) Rapport | 17′ Ghoddos 66′ Stadler | Stockholm Publik: 1 896 Domare: Fredrik Hansson (Stockholm) | Stockholm Publik: 1 896 Domare: Fredrik Hansson (Stockholm) |
| 19:00 UTC+2 | 19:00 UTC+2      |               |                 |                         | Stockholm Publik: 1 896 Domare: Fredrik Hansson (Stockholm) | Stockholm Publik: 1 896 Domare: Fredrik Hansson (Stockholm) |
| 19:00 UTC+2 | 19:00 UTC+2      |               |                 |                         | Stockholm Publik: 1 896 Domare: Fredrik Hansson (Stockholm) | Stockholm Publik: 1 896 Domare: Fredrik Hansson (Stockholm) |

| 64          | 13 oktober 2016 | Oskarshamns AIK | 0 – 6           | IFK Göteborg                                            | Arena Oskarshamn                                             |                                                              |
| 18:30 UTC+2 | 18:30 UTC+2     |                 | (0 – 3) Rapport | 3′, 8′, 50′ Rieks 10′ Bjärsmyr 56′ Albæk 82′ Pettersson | Oskarshamn Publik: 1 223 Domare: Mikael Eriksson (Huskvarna) | Oskarshamn Publik: 1 223 Domare: Mikael Eriksson (Huskvarna) |
| 18:30 UTC+2 | 18:30 UTC+2     |                 |                 |                                                         | Oskarshamn Publik: 1 223 Domare: Mikael Eriksson (Huskvarna) | Oskarshamn Publik: 1 223 Domare: Mikael Eriksson (Huskvarna) |
| 18:30 UTC+2 | 18:30 UTC+2     |                 |                 |                                                         | Oskarshamn Publik: 1 223 Domare: Mikael Eriksson (Huskvarna) | Oskarshamn Publik: 1 223 Domare: Mikael Eriksson (Huskvarna) |

## Anmärkningslista
1. 1 2  20 november är det senaste datumet för när en match får spelas, detta gäller för lagen som antingen spelar i Europa League eller Champions League. För lag som inte spelar i Europaspel gäller 25 augusti som sista datum.[1]
2. 1 2 3  Mål gjorda under straffsparksläggning är inte inkluderat.
3. ↑  Enligt IFK Värnamo:s hemsida gjordes målet (i 51:a matchminuten) på straffspark.[14]
4. ↑  Ljungskile har begärt omspel då man inför den andra förlängningskvarten ansåg att det var för mörkt (Kristianstads IP saknar elljus), hela ordenarie match samt förlängningen skedde på arenan. Straffsparksläggningen lades  däremot på konstgräsplanen bredvid Kristianstads IP.[21]
5. ↑  På grund av att Svenska mästerskapet i friidrott avgjordes på Sollentunavallen den 26–28 augusti 2016 fick Sollentuna FF dispens att spela matchen vid ett senare datum.[23]